# Medvezjegorsk
Medvezjegorsk (Russisch: Медвежьегорск; Fins: Karhumäki) is een stad in de Russische autonome republiek Karelië. De stad ligt aan het Witte Zeekanaal (tussen de Witte Zee en de Oostzee), op de noordelijke tip van het Onegameer.
Vanaf de 17e eeuw was er een nederzetting op deze plaats, maar deze werd pas officieel erkend in 1916. Van 1916 tot 1938 heette het dorp Medvezja Gora (Russisch: Медвежья Гора, letterlijk "Berenberg"). In 1938 verkreeg de nederzetting zowel zijn huidige Russische naam als de status van stad.
In Medvezjegorsk bevond zich het hoofdcommando voor de bouw van het Witte Zeekanaal (Belomorkanaal), dat volgens de Sovjetleiders het pronkstuk vormde van het tweede vijfjarenplan, maar waarbij tienduizenden doden vielen onder de arbeiders, die hoofdzakelijk uit Goelagdwangarbeiders bestonden. In 1997 werden ruim 9.000 skeletten ontdekt van executies uit 1937 in 130 massagraven tussen de stad en het dorp Povenets. In Medvezjegorsk bevindt zich een museum over het kanaal.

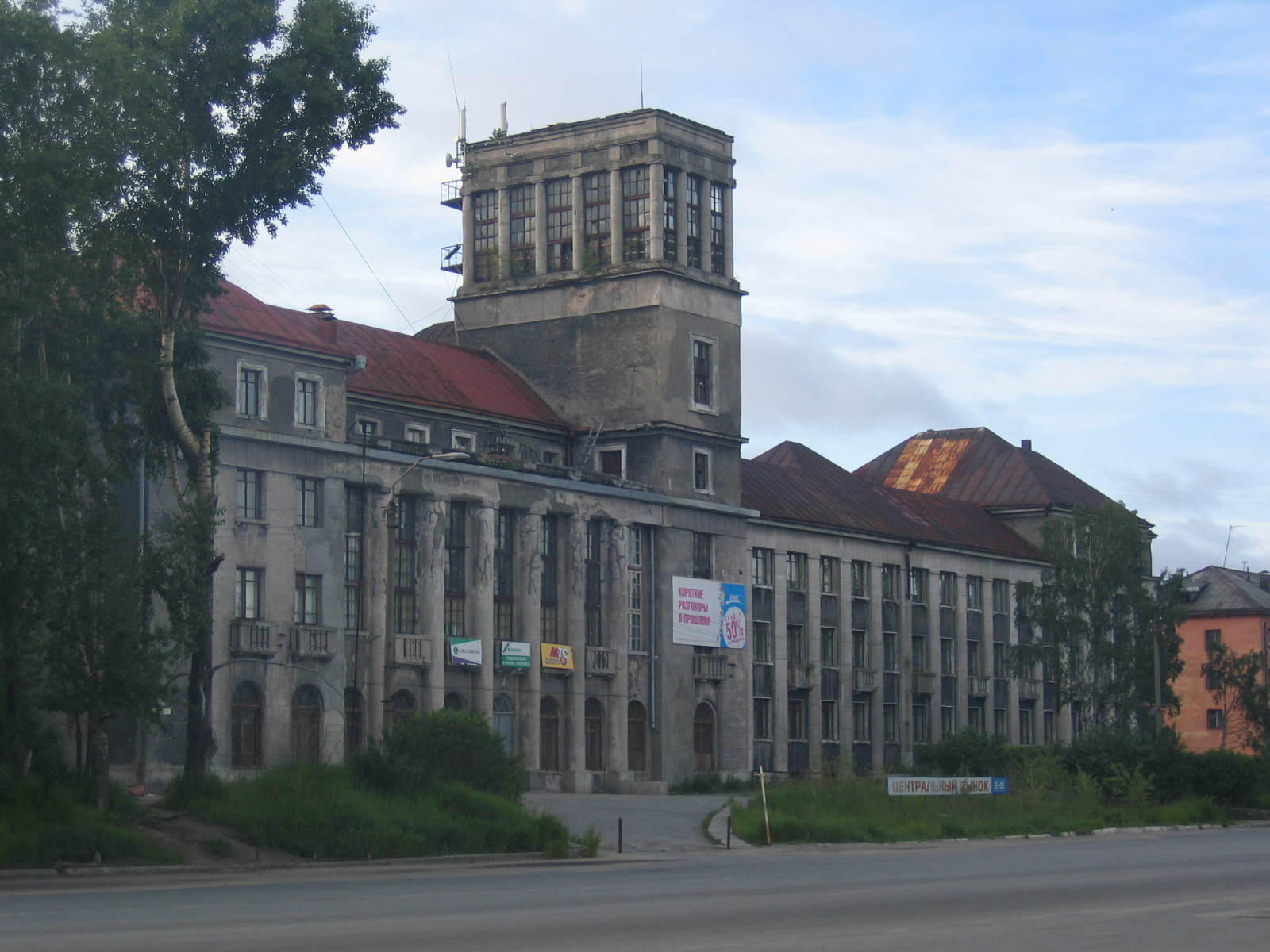
Gebouw van het kanaalbestuur

Bestuurlijk centrum: Petrozavodsk

Belomorsk · Kem · Kondopoga · Kostomoeksja · Lachdenpochja · Medvezjegorsk · Olonets · Pitkjaranta · Poedozj · Segezja · Soeojarvi · Sortavala